# Acacia dacrydioides
Acacia dacrydioides är en ärtväxtart som beskrevs av Mary Douglas Tindale. Acacia dacrydioides ingår i släktet akacior, och familjen ärtväxter. Inga underarter finns listade i Catalogue of Life.